# Where I belong
「Where I belong」（ウェア・アイ・ビロング）は、2012年10月24日に発売されたHIMEKAのシングル。通算4枚目（移籍後1枚目）となる。

## 解説
5pb.移籍後第1作シングル。表題曲「Where I belong」は情報バラエティ番組『オードリーの神アプリ@新世紀-UP DATE-』エンディングテーマとなっている。

## 収録曲
1. Where I belong
  - 作詞：ENA☆、作曲・編曲：横山克
2. Echoes
  - 作詞・作曲・編曲：onoken
3. 神と悪魔と天使と私
  - 作詞・作曲・編曲：角野寿和
4. Where I belong(off Vocal)
5. 5.Echoes (off Vocal)
6. 神と悪魔と天使と私 (off Vocal)